# Cuvet

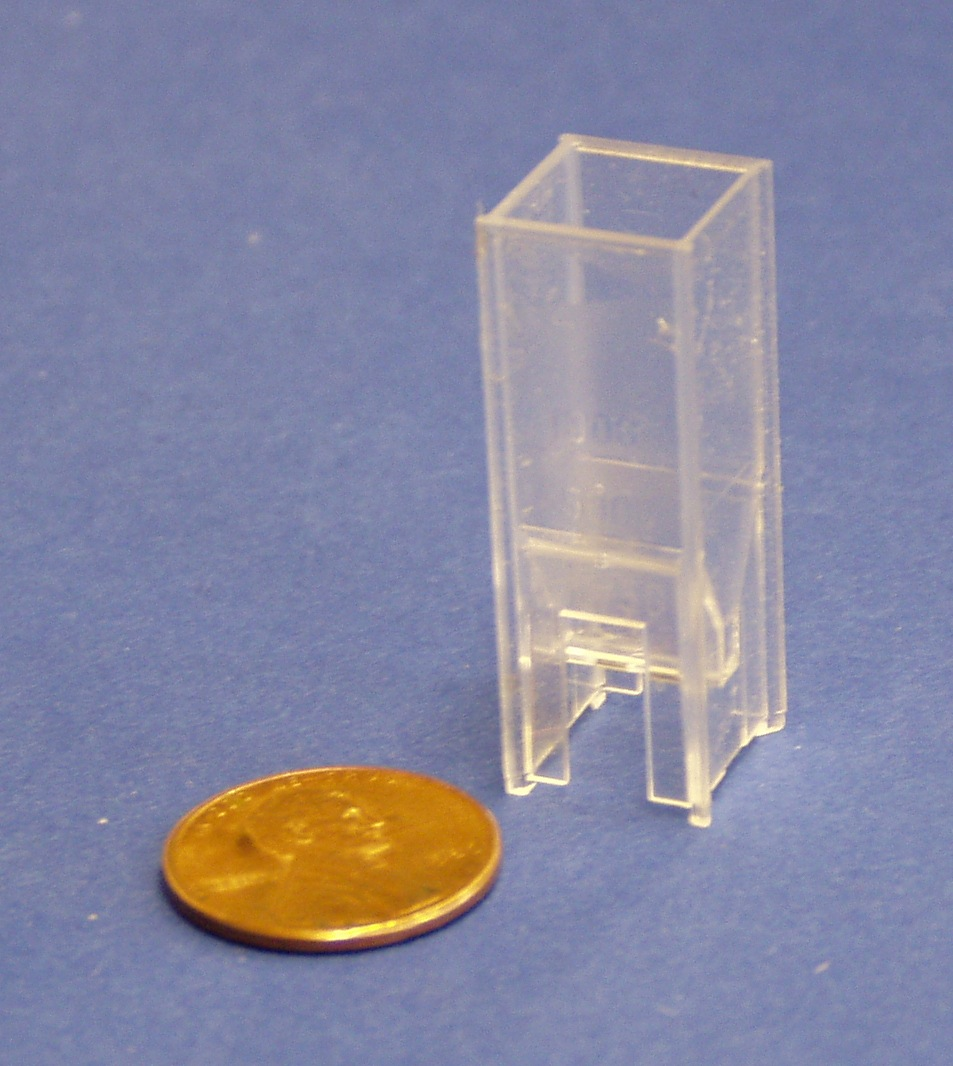
Een cuvette voor gebruik in een spectrofotometer

Een cuvette of cuvet is een rechthoekig vat zonder schaalverdeling. Het wordt gebruikt als spoelbak en voor onderzoek aan vloeistoffen. Ook een door biologen gebruikt aquarium voor inspectie en fotografie van waterdieren noemt men een cuvette.
Een cuvette heeft vlakke doorzichtige wanden en is daardoor geschikt voor optische waarneming en meting van de te onderzoeken vloeistof. Het materiaal waaruit de cuvette is vervaardigd, hangt af van de te onderzoeken stof en aard van het onderzoek.

## Scheikunde
Cuvettes worden in de scheikunde gebruikt bij de UV/VIS-spectroscopie. De cuvet wordt dan geplaatst tussen de lichtbron en de lichtmeter of in sommige gevallen zelfs in de lichtmeter. Het licht legt een bepaalde afstand af (de weglengte) door het monster, waarbij een deel van het licht geabsorbeerd wordt. De hoeveelheid licht die doorgelaten wordt, wordt gemeten door de lichtmeter.

### Weglengte
Er bestaan cuvettes met uiteenlopende weglengtes, van 0,01 mm tot 100 mm. Cuvettes met een weglengte van 10 mm worden het meest gebruikt. Cuvettes met een weglengte van minder dan 1 mm zijn alleen geschikt voor zeer zuivere monsters. Het gebruik van deze cuvettes vereist nogal wat oplettendheid van de analist omdat er makkelijk luchtbelletjes en dergelijke in de lichtweg terecht kunnen komen.

### Materialen
Voor verschillende toepassingen worden verschillende materialen gebruikt. Het meest ideale materiaal hangt af van de (chemische) eigenschappen van het monster en van de golflengte waarbij de absorptie gemeten wordt.
- Kwartscuvettes zijn geschikt voor zowel waterige als organische monsters en hebben een spectrale range van 200 nm tot 2500 nm.
- Glazen cuvettes zijn geschikt voor zowel waterige als organische monsters. Ze zijn goedkoper dan kwartscuvetten, maar de optische kwaliteit is ook slechter. In het zichtbare gebied (380 nm tot 780 nm) volstaan ze.
- Wegwerpcuvettes van polymethylmethacrylaat (PMMA) zijn geschikt voor toepassingen tussen 300 en 900 nm. Ze zijn niet geschikt voor organische oplosmiddelen
- Wegwerpcuvettes van polystyreen (PS) zijn geschikt voor toepassingen tussen 400 en 900 nm. Ze zijn niet geschikt voor organische oplosmiddelen.
- Cuvettes van natriumchloride worden gebruikt voor het opnemen van infraroodspectra. Ze zijn alleen geschikt voor apolaire organische oplosmiddelen. Water en andere polaire oplosmiddelen tasten de cuvette aan.

### Doorstroomcuvette
Een doorstroomcuvette kan gebruikt worden om absorptieveranderingen in de tijd te meten. Ze heeft een ingang en een uitgang voor de te meten vloeistof zodat er een constante vloeistofstroom door het cuvette gepompt kan worden. Een van de redenen waarom de vloeistof bij dergelijke metingen constant ververst wordt, is omdat voortdurende belichting van hetzelfde monster de opgeloste stoffen kan aantasten en daardoor de meting beïnvloeden. Dit is met name het geval wanneer er wordt gemeten in het UV-gebied. Doorstroomcuvettes worden ook gebruikt in spectrofotometers die voorzien zijn van een autosampler.